# L'ancêtre

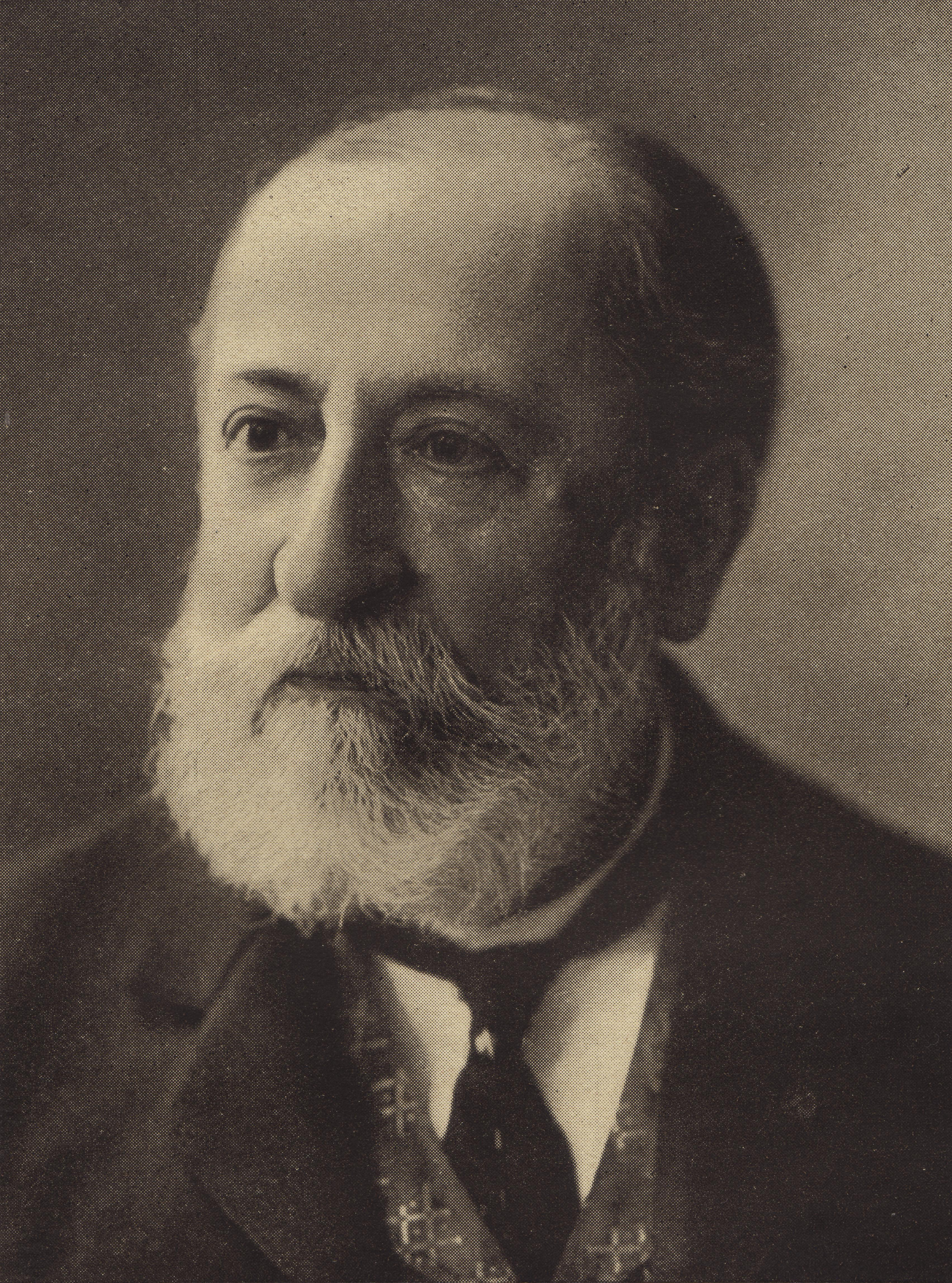
Camille Saint-Saëns

L'ancêtre är en fransk opera (drame lyrique) i tre akter med musik av Camille Saint-Saëns och libretto av Lucien Augé de Lassus (1841–1914). Operan hade premiär den 24 februari 1906 på Opéra de Monte-Carlo. Handlingen tilldrar sig på Korsika där kompositören och librettisten tillsammans hade tillbringat en tid för inspiration.

## Personer
- Raphaël, eremit (baryton)
- Tébaldo, av släkten Pietra Néra (tenor)
- Nunciata, av släkten Fabiani (sopran)
- Bursica, grisskötare (bas)
- Margarita (sopran)
- Vanina (kontraalt)